# Флаг Верхнеуральского района
Флаг муниципального образования Верхнеура́льский муниципальный район Челябинской области Российской Федерации — опознавательно-правовой знак, служащий официальным символом муниципального образования.
Флаг утверждён 6 марта 2003 года и внесён в Государственный геральдический регистр Российской Федерации с присвоением регистрационного номера 1172.

## Описание
«Флаг Верхнеуральского района представляет собой прямоугольное полотнище с соотношением ширины к длине 2:3, разделённое по горизонтали на две неравные полосы: верхнюю зелёную в 2/3 полотнища и нижнюю жёлтую в 1/3 полотнища, несущее в центре фигуру белого горностая с горностаевым мехом и противогорностаевым кончиком хвоста».

## Обоснование символики
Центр района город Верхнеуральск, старейший город области, основан в 1734 году у восточных склонов Южного Урала у горы Извоз. В 1781 году Верхнеуральску присвоен статус города, а через год городу был пожалован герб, что говорит о важности города как Первограда уральского края.
Центральная фигура флага — горностай, в геральдике символ власти и благородства.
О природных богатствах Верхнеуральского района говорит зелёное поле флага. Среди памятников природы широко известны Карагайский бор, озёра Большой Бугодак и Чебачьи.
Зелёный цвет — цвет природы, весны, надежды, плодородия.
Верхнеуральский район является сельскохозяйственным районом, — об этом в композиции флага говорит жёлтая часть полотнища.
Жёлтый цвет (золото) в геральдике символ высшей ценности, величия, прочности, силы, великодушия.
Как ни один другой южноуральский город, Верхнеуральск сохранил свой старинный своеобразный облик: в истории города, по сути, отразились все этапы российской истории.
Таким образом, Верхнеуральский район в полной мере является геральдическим наследником города Верхнеуральска, а изображение горностая геральдическим горностаевым мехом делает флаг отличаемым от исторического городского флага, тем самым, повышая статус Верхнеуральского района как муниципального образования, что вполне обосновано и отвечает современным геральдико-правовым требованиям.